# Supermarine Scylla
El Supermarine Scylla fue un hidrocanoa triplano británico de los años 20 del siglo xx, construido por Supermarine.

## Diseño y desarrollo
El Scylla fue diseñado por R. J. Mitchell, ingeniero jefe en Supermarine, como un avión anfibio triplano bimotor experimental de madera, en paralelo con el diseño del Supermarine Swan, como reemplazo para los Felixstowe F.5 de la Real Fuerza Aérea.
El diseño presentaba dos motores principales y uno auxiliar, más pequeño, que accionaba una hélice marítima. Sólo se completó el casco, que se utilizó para realizar pruebas de navegación, dotado con una estructura en la que se instalaron los dos motores principales Rolls Royce Eagle IX de 268 kW (360 hp). El casco tenía la cola elevada, con dos estabilizadores en biplano y dos empenajes gemelos con dos timones. Había espacio para cinco tripulantes, con la cabina en el morro del avión. Las pruebas se efectuaron en Felixstowe a principios de 1924.

## Especificaciones
Referencia datos: History of War

### Características generales
- Tripulación: Cinco
- Planta motriz: 2× motor lineal V12 refrigerado por líquido Rolls Royce Eagle IX.
  - Potencia: 268 kW (369 HP; 364 CV) cada uno.

## Aeronaves relacionadas

### Desarrollos relacionados
- Felixstowe F.5
- Supermarine Swan